# Historias malayas de fantasmas

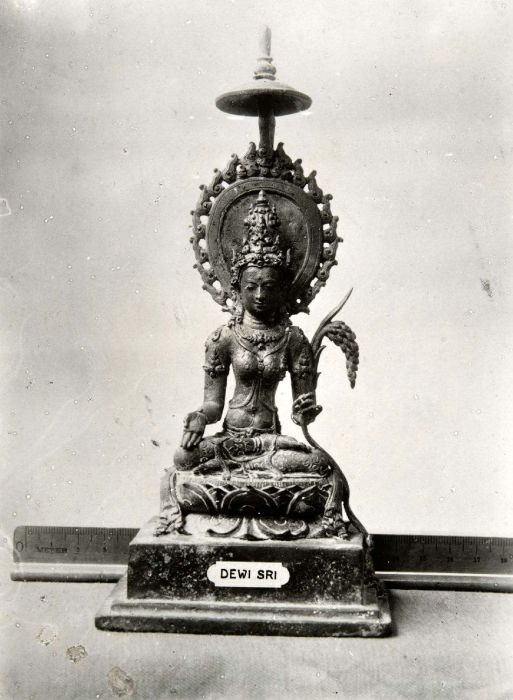
el príncipe dê la noche

Existen muchas historias malayas de fantasmas (Malay:cerita hantu Melayu; Jawi: چريتا هنتو ملايو), vestigios de las antiguas creencias animistas modeladas por la cosmología hindo-budista y las posteriores influencias musulmanas, en los modernos estados de Indonesia, Malasia, Brunéi, Singapur y a través de la diáspora malaya en las naciones vecinas del sudeste asiático. El término generalmente utilizado para fantasma es 'hantu', pero de estos hay una amplia variedad. Otros mitos, como las vampiras potionak o penenggal, se extienden por toda la región. Si bien la creencia tradicional no considera a todos estos seres como necesariamente malo, la cultura popular malaya tiende a clasificarlos como malvados djinn.

## Historia
La creencia tradicional en fantasmas tiene su raíz en los sistemas animistas prehistóricos, sin embargo, el área ha tenido durante mucho tiempo un amplio contacto con otras culturas, que han transformado algunas de las leyendas. Los vínculos comerciales con el sur de India y China se establecieron varios siglos a. C., configurando en gran parte la cultura y el folclore local. Las religiones indias, hinduismo y budismo, fueron particularmente influyentes en el sudeste de Asia. El Islam fue introducido también desde la India y a finales del siglo XVI ya se había convertido en la religión dominante en Java y Sumatra. Lejos de erradicarlas por completo, las nuevas creencias musulmanas se superpusieron y mezclaron con las influencias culturales y religiosas ya existentes. Un claro ejemplo es el festival de Mandi Safar, originalmente una práctica Tamil Hindú, en el cual la gente se baña en el mar o el río para purificarse y protegerse de la enfermedad y las desgracias, y que sirve también como presentación para los jóvenes en edad casadera. Tras la institución del Islam este festival recibió un nuevo significado al celebrarse desde entonces en honor de la recuperación de Mahoma de una enfermedad. El ritual ha sido prohibido en Malasia debido a que contraviene las enseñanzas del Islam, pero se sigue practicando en Malasia e Indonesia.

## Creencias tradicionales
- Según la tradición malaya el alma humana (semangat o esencia) tiene aproximadamente el tamaño de un pulgar y se aparece en forma miniaturizado del cuerpo (sarung or carcasa) en que habita. Capaz de volar y presentarse rápidamente de en un lugar a otro, el alma es habitualmente comparada con un pájaro. Esta abandona el cuerpo de la persona temporalmente durante el sueño, el trance y la enfermedad, antes de partir definitivamente a la muerte. Cuando el alma abandona el cuerpo asume la forma de una especie de homúnculo, y de esta forma pueden alimentarse de las almas de los demás. Al morir, el alma por lo general pasa a otra persona, animal o planta. El espíritu o fantasma, generalmente llamado anitu, continúa rondando y puede ser perjudicial para sus sobrevivientes.[6]
- Existe una vieja creencia malaya de que el fantasma del recién fallecido ronda su tumba durante siete días antes de partir. Los fantasmas pueden también regresar y poseer a personas vivas, causando locura o terribles enfermedades.[7]
- Se cree que la actividad fantasmal se da solamente durante las horas de la noche, especialmente durante la luna llena.[8]
- Un modo de escapar de un fantasma es que la víctima cambie de nombre formalmente, así cuando el espíritu regrese no podrá reconocerla. Otra manera es tentar al fantasma con alimentos, cuando el espíritu se convierta en un animal, como una gallina por ejemplo, para poder comerse la ofrenda será vulnerable y podrá matársele y destruirle.[9]
- Tradicionalmente los fantasmas son culpados por toda clase de enfermedades, para curar estas el chamán (dukun o bomoh) de la aldea quemará incienso, recitará conjuros y, en algunos casos, sacrificará animales y lavará su sangre en un río para apaciguar al espíritu. También podrán ejecutarse ciertas danzas curativas como  Mak Yong, Saba, Main Puteri o Ulek Mayang.

## Espíritus Natales
Existen espíritus asociados al nacimiento o incluso al embarazo. Un significante número de ellos. Un significativo número de estos son los espíritus malignos de los niños nacidos muertos, mientras que otros simplemente son depredadores de neonatos. Todos son claro reflejo de una anterior tasa de mortalidad infantil elevada.

## Espíritus agentes chamánicos
Se dice que los chamanes, conocidos en malayo como dukun o bomoh, son capaces de usar a los espíritus y demonios para su positivos o diabólicos propósitos. Aunque algunos textos occidentales suelen comparar estos entes con los espíritus familiares de la brujería inglesa, realmente están más cerca de los inugami japoneses y otros tipos de shikigami, espíritus hereditarios que permanecen durante generaciones en las mismas familias.

## Otros fantasmas
- Hantu Air (espíritus del agua) viven en grandes extensiones de agua, como ríos o lagos. Se dice que algunos corresponden a los fantasmas de personas que murieron ahogadas pero generalmente son espíritus independientes. Si se muestran ante humanos, es usualmente en forma de tronco flotante. pueden ser peligrosos, llegando a ahogar o devorar a algunas personas.[10]

- Hantu laut (espíritus marinos) son espíritus animistas del agua que asisten a los pescadores y a los marineros. Hasta la década de 1960, los malayos en Trengganu solían presentar respeto regularmente a los espíritus del mar por medio de la ceremonia de puja pantai o puja laut.

- Hantu galah (fantasmas poste) son fantasmas muy altos y delgados que se encuentran entre los árboles y el bambú. Para hacerlos desaparecer, una persona simplemente toma un palo o una rama y la quiebra. Normalmente se trata de un ente femenino.[11]
- Hantu kopek (fantasma pezón) aparecen en forma de una mujer muy anciana con senos pendulantes.[12]

- Jembalang tanah son demonios terrestres, que pueden actuar peligrosamente si no son apaciguados con los rituales apropiados[13]

- Jenglot son criaturas vampíricas con el aspecto de una pequeña muñeca que aparentemente son halladas en la jungla. Usualmente se trata de entes femeninos. Se dice que se alimentan de sangre humana o animal. Se han examinado algunas de estas muñecas en colecciones privadas, revelando el trabajo de excelentes taxidermistas que unieron partes de pequeños monos y peces.[14]

- Orang minyak (hombre grasiento) es un hombre maldito que viola mujeres por la noche. Como está cubierto de aceite es muy difícil de agarrar.

- Pocong or hantu bungkus (fantasma envuelto) son cadáveres no muertos amortajados con una mortaja blanca. Cuando una persona es enterrada la mortaja se supone no debe estar atada. Si queda atada por la parte de arriba, la persona se convierte en un pocong. Se alimentan de sangre de bebés.[15]